# Michael Powell

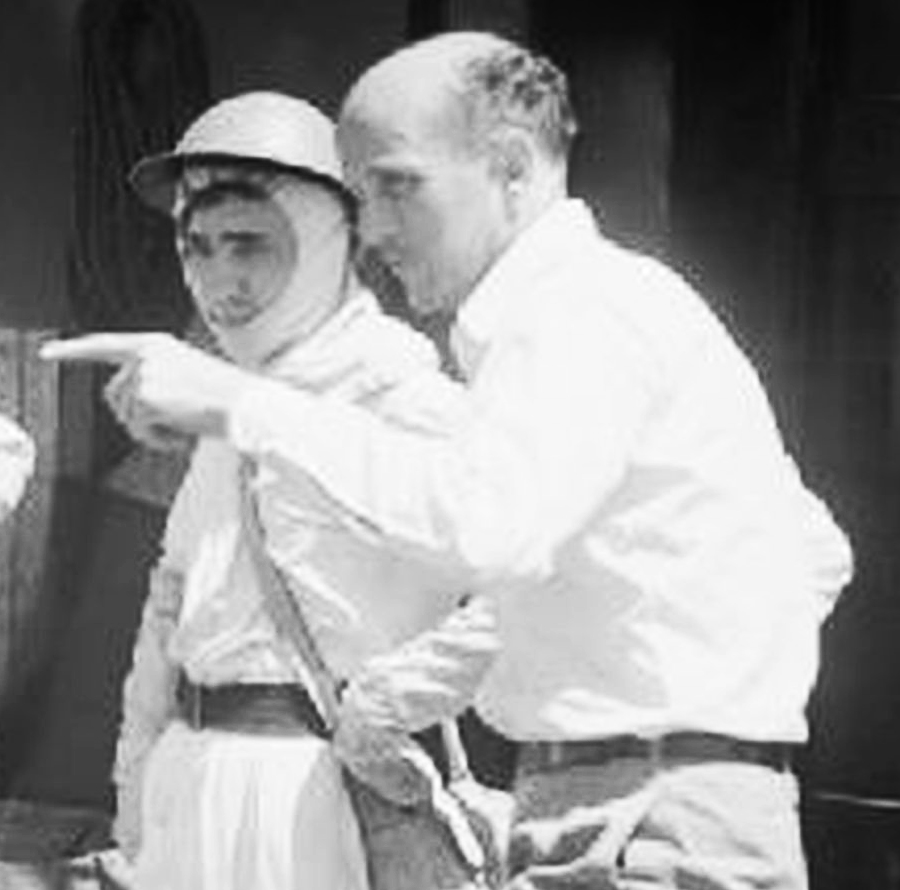
Regisseur Michael Powell bei Dreharbeiten (1943)

Michael Latham Powell (* 30. September 1905 in Bekesbourne, Kent; † 19. Februar 1990 in Avening, Gloucestershire) war ein britischer Filmregisseur, zudem Schauspieler, Drehbuchautor und Filmproduzent. Er bildete über lange Jahre mit dem Drehbuchautor Emeric Pressburger ein höchst erfolgreiches Filmemacher-Duo. Zusammen drehten sie etwa die renommierten Filmklassiker Leben und Sterben des Colonel Blimp, Die schwarze Narzisse und Die roten Schuhe. Im Jahre 1960 war Powell Regisseur des Skandalfilmes Augen der Angst, der damals seine Karriere beschädigte, heute aber als einflussreiches Meisterwerk gesehen wird.

## Leben

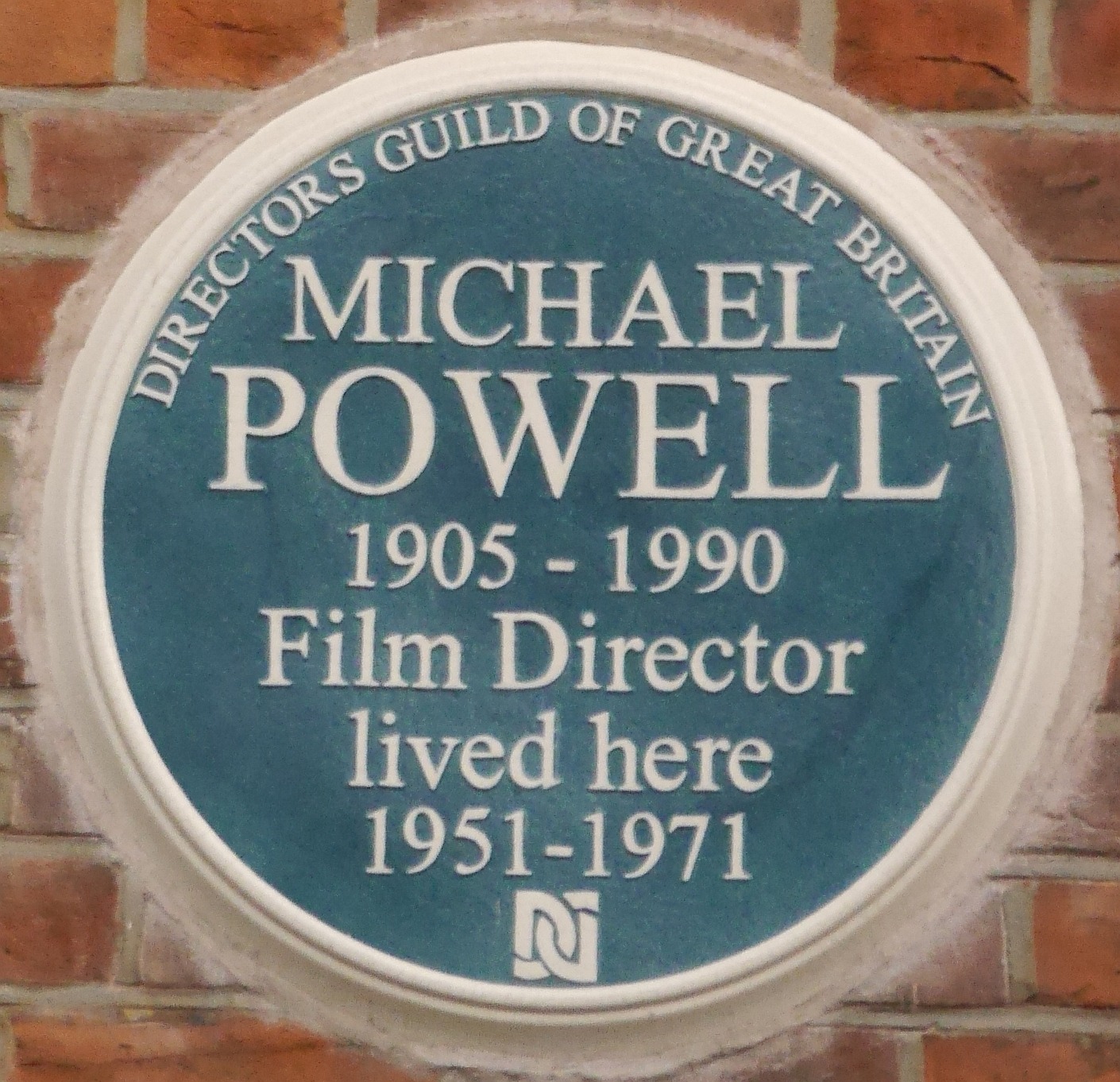
Gedenkplatte in der Londoner Melbury Road 8, wo Powell 20 Jahre lang wohnte

Michael Powell wurde in einem kleinen Dorf in Kent als Sohn eines Landwirtes geboren. Er studierte am Dulwich College und arbeitete anschließend zunächst als Bankangestellter, doch fand er keinen Gefallen an diesem Beruf und wollte ihn möglichst verlassen. Zum Film kam er 1925 durch Hilfsarbeiten am Set des Regisseurs Rex Ingram in Frankreich. Bald kam Powell jedoch schon an bessere Aufgaben beim Film, etwa als Fotograf von Standbildern oder als Titelkartenschreiber. Er übernahm ebenfalls Schauspielrollen, so hatte er einen kleinen Auftritt als englischer Tourist im Stummfilm Der Magier und in Das größte Opfer. Als Fotograf von Standbildern arbeitete er Ende der 1920er-Jahre bei zwei Filmen seines Freundes Alfred Hitchcock, nämlich Champagne und Blackmail. 
Seine ersten Regieerfahrungen sammelte Powell Anfang der 1930er-Jahre als Regisseur von sogenannten quota quickies, billig und schnell produzierten Filmen, von denen er bis zu sieben in einem Jahr drehte. Powell lernte dabei, schnell und ökonomisch zu arbeiten, ähnlich den Regisseuren der amerikanischen B-Movies. Erste Aufmerksamkeit von Kritikern erhielt Powell für seine Arbeiten an Red Ensign (1934) und The Phantom Light (1935). Der Erfolg solcher Filme ermöglichte es Powell, im Jahre 1937 mit The Edge of the World sein erstes persönliches Projekt drehen zu können. Der Film wurde auf der abgelegenen Insel Foula (Shetland-Inseln, Schottland) gedreht. Nachdem The Edge of the World gute Rezensionen bekommen hatte, wurde Powell vom Produzenten Alexander Korda unter Vertrag genommen. 1940 hatte Powell mit seiner Arbeit an dem aufwendigen Abenteuerfilm Der Dieb von Bagdad seinen bis dahin größten Erfolg.
Bereits 1939 hatte Powell für Korda den Kriegsfilm Der Spion in Schwarz mit Conrad Veidt in der Hauptrolle gedreht. Bei der Arbeit an diesem Film traf er auch den ungarisch-britischen Drehbuchautor Emeric Pressburger, mit dem er die Produktionsgesellschaft „The Archers“ gründete. Die beiden arbeiteten bei neunzehn Filmen zusammen, von denen viele heute zu den Klassikern des britischen Kinos gehören. Als das British Film Institute etwa 1999 eine Liste der 100 besten britischen Filme des 20. Jahrhunderts ausgab, waren gleich fünf Powell-und-Pressburger-Filme darin vorhanden. Die beiden teilten sich Regie, Drehbuch und Produktion. Zu den erfolgreichsten Filmen von Powell und Pressburger zählen der Kriegsfilm 49th Parallel (1941) mit Laurence Olivier, das fast dreistündige Filmepos Leben und Sterben des Colonel Blimp (1943), die Fantasykomödie Irrtum im Jenseits (1946) mit David Niven, das Filmdrama Die schwarze Narzisse (1947) über ein Nonnenkloster in Indien, der international erfolgreiche Ballettfilm Die roten Schuhe (1948) mit Adolf Wohlbrück, sowie der Musikfilm Hoffmanns Erzählungen (1951) nach der gleichnamigen Oper von Jacques Offenbach. Die Partnerschaft zwischen Powell und Pressburger, die mit Unterbrechungen und jeweiligen Soloarbeiten bis 1972 dauerte, wurde für insbesondere für ihre innovativen, ironischen Drehbücher sowie ihrem gelungenen Umgang mit Technicolor-Farben gerühmt.
1959 inszenierte Michael Powell den Skandalfilm Augen der Angst (Peeping Tom) mit Karlheinz Böhm in der Hauptrolle als psychopathischem Killer, der mehrere Menschen ermordet und seine Opfer dabei filmt. Während der Film heute weltweit als Meisterwerk gerühmt wird, waren Powells Arbeitsmöglichkeiten als Regisseur nach diesem Skandal empfindlich beeinträchtigt. Wenige wollten Powell, der zuvor zu den führenden Regisseuren des britischen Kinos gehört hatte, mehr einen Film anvertrauen. Ähnlich erging es dem Hauptdarsteller Karlheinz Böhm, dessen weitere Karriere ebenfalls unter Peeping Tom litt. In den 1960er- und 1970er-Jahren konnte Powell nur noch wenige Filme realisieren, die immerhin Achtungserfolge waren, wenngleich er mit ihnen nicht mehr an alte Erfolge anknüpfen konnte.
Zwischen 1928 und 1978 hat Powell insgesamt bei 61 Filmen Regie geführt; zu 35 Filmen schrieb er das Drehbuch. Im Alter konnte Powell vor allem durch das Engagement von Martin Scorsese und Francis Ford Coppola eine Wiederentdeckung seiner Werke erleben. Große Beachtung fand Powells zweiteilige Autobiografie A Life In Movies (1986) und Million Dollar Movie (1992).

### Privatleben

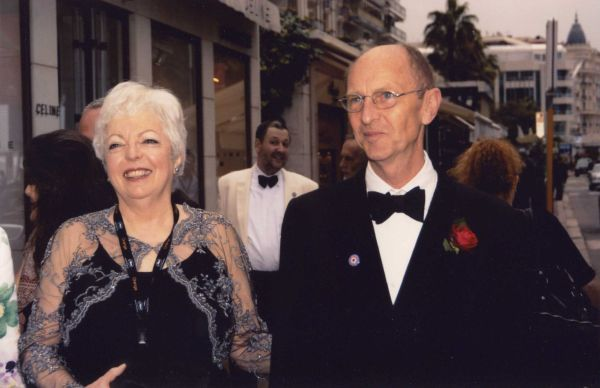
Thelma Schoonmaker mit Columba Powell, dem jüngeren Sohn von Michael, in Cannes 2009

Powell heiratete 1927 in Frankreich die amerikanische Tänzerin Gloria Mary Rouger, doch das Paar blieb nur 3 Wochen zusammen. Während der 1940er hatte Powell Liebesaffären mit den Schauspielerinnen Deborah Kerr und Kathleen Byron, die tragende Rollen in seinem Film Die schwarze Narzisse haben. Am 1. Juli 1943 heiratete er Frances May Reidy, mit der er zwei Söhne bekam, Kevin Michael Powell (geb. 1945) und Columba Jerome Reidy Powell (geb.1951). Die Ehe hielt offiziell bis zum Tod von Reidy am 5. Juli 1983. Allerdings lebte Powell auch viele Jahre mit der Schauspielerin Pamela Brown zusammen, bis diese 1975 an Krebs starb.
Über Martin Scorsese lernte Powell seine letzte Frau kennen, die 35 Jahre jüngere Filmeditorin Thelma Schoonmaker. Mit ihr war er von 1984 bis zu seinem Tod verheiratet.

## Filmografie (Auswahl)
- 1937: The Edge of the World – Drehbuch und Regie
- 1939: Der Spion in Schwarz (The Spy in Black) – Regie
- 1940: Contraband – Drehbuch und Regie
- 1940: Der Dieb von Bagdad (The Thief of Bagdad) – Regie
- 1941: 49th Parallel – Regie und Produktion
- 1942: One of Our Aircraft Is Missing – Regie, Produktion und Drehbuch
- 1943: Leben und Sterben des Colonel Blimp (The Life and Death of Colonel Blimp) – Regie, Produktion und Drehbuch
- 1943: The Volunteer – Regie, Produktion und Drehbuch
- 1944: A Canterbury Tale – Regie, Produktion und Drehbuch
- 1945: Ich weiß wohin ich gehe (I Know Where I’m Going!) – Regie, Produktion und Drehbuch
- 1946: Irrtum im Jenseits (A Matter of Life and Death) – Regie, Produktion und Drehbuch
- 1947: Die schwarze Narzisse (Black Narcissus) – Regie, Produktion und Drehbuch
- 1947: Abenteuer in Brasilien (The End of the River) – Produktion und Drehbuch
- 1948: Die roten Schuhe (The Red Shoes) – Regie, Produktion und Drehbuch
- 1949: Experten aus dem Hinterzimmer (The Small Back Room) – Regie, Produktion und Drehbuch
- 1950: Das dunkelrote Siegel (The Elusive Pimpernel) – Regie, Produktion und Drehbuch
- 1950: Die schwarze Füchsin (Gone to Earth) – Regie, Produktion und Drehbuch
- 1951: Hoffmanns Erzählungen (The Tales of Hoffmann) – Regie, Produktion und Drehbuch
- 1952: The Wild Heart – Regie, Produktion und Drehbuch
- 1955: Fledermaus 1955 (Oh, Rosalinda!) – Regie, Produktion und Drehbuch
- 1956: Panzerschiff Graf Spee (The Battle of the River Plate) – Regie, Produktion und Drehbuch
- 1957: Ill Met by Moonlight – Regie, Produktion und Drehbuch
- 1960: Augen der Angst (Peeping Tom) – Regie und Produktion
- 1963: Herzog Blaubarts Burg – Regie (Fernsehfilm)
- 1968: Der mysteriöse Mr. Sebastian (Sebastian) – Produktion
- 1969: Das Mädchen vom Korallenriff (Age of Consent) – Regie
- 1972: Der gelbe Junge (The Boy Who Turned Yellow) – Regie
- 1978: Return to the Edge of the World – Dokumentarfilm, Regie

## Auszeichnungen
- 1942: Oscar-Nominierung in der Kategorie Beste Originalgeschichte für One of Our Aircraft Is Missing
- 1951: Silberner Bär für das Beste Musical Tales of Hoffman bei den Internationalen Filmfestspielen Berlin 1951
- 1951, 1959: Prix Vulcain de l’artiste technicien bei den Internationalen Filmfestspielen von Cannes
- 1981: Ehrenpreis der British Academy of Film and Television Arts für das Lebenswerk
- 1982: Goldener Löwe der Internationalen Filmfestspiele von Venedig für das Lebenswerk

## Eigene Schriften
- A Life in Movies. An Autobiography. Heinemann, London 1986, ISBN 0-434-59945-X.
- Million Dollar Movie. An Autobiography. Heinemann, London 1992, ISBN 0-434-59947-6.

## Filmdokumentationen
- A Matter of Michael & Emeric. TV-Dokumentation von Dario Poloni, Großbritannien 1997.
- Made in England: The Films of Powell and Pressburger, Dokumentarfilm von David Hinton, Großbritannien 2024